# Синпхо
Синпхо е пристанищен град в КНДР, в провинция Хамгьоннам-до, на брега на Японско море .

## Климат
Средната температура е -4,1 °C през януари и +22,6 °C през август. Средногодишните валежи са 688 мм.

## История
Глобалната икономическа криза, която започва през 1929 г., влошава тежкото положение на населението на Корейския полуостров. През ноември 1929 г. започват стачки по предприятия (включително консервни фабрики в Синпхо), потушени от полицията .
По време на Корейската война в града са изгорени консервната фабрика и почти всички риболовни кораби, но след края на военните действия е възстановен. През 1960 г. е построена рибоконсервна фабрика, снабдяването с която се осигурява от 40 мрежи и траулери, както и над 100 ветроходни риболовни кораба .
През 1987 г. в района на Синпхо с помощта на СССР започва да се изграждат бази за ядрени изследвания, но строителството е съкратено през 1991 г. поради липса на финансиране и през 1993 г. е отменено по политически причини.

## Икономика
Икономиката се основава на риболова. В града има рибарски колхози.

## Транспорт
Има пристанище и железопътна линия.